# Sexy! No No No...
Sexy! No No No... è il primo singolo estratto dal quarto album di inediti del gruppo musicale pop britannico Tangled Up.

Il singolo è stato pubblicato dalla Fascionation come download digitale il 31 agosto 2007 e nei negozi di dischi il 3 settembre successivo.
La canzone, scritta da Nazareth, gli Xenomania e dalle Girls Aloud stesse e prodotta dagli Xenomania insieme a Brian Higgins, contiene un campionamento del brano Hair of the Dog del gruppo musicale rock Nazareth (accreditata anche per questa canzone) ed è stata presentata al pubblico in un'esibizione dal vivo all'evento musicale britannico "T4 on the Beach" il 22 luglio del 2007.
Il singolo ha riscosso un buon successo in Gran Bretagna, dove ha raggiunto la quinta posizione della classifica, e conteneva in uno dei formati in cui è stata pubblicata la b-side Dog Without a Bone.

## Tracce e formati
UK CD1 (Fascination / 1744931)
1. Sexy! No No No… — 3:18
2. Something Kinda Ooooh (Live at Bournemouth International Centre) — 3:24

UK CD2 (Fascination / 1744981)
1. Sexy! No No No… — 3:18
2. Sexy! No No No… (Tony Lamezma's "Yes Yes Yes" Mix) — 6:16
3. Dog Without a Bone (Miranda Cooper, Brian Higgins, Giselle Sommerville, Xenomania) — 4:01
4. Sexy! No No No… (Video) — 3:18

iTunes Exclusive digital download
1. Sexy! No No No… (Xenomania Club Mix) — 5:00

## Classifiche
| Classifica (2007) | Posizione raggiunta |
| ----------------- | ------------------- |
| Regno Unito       | 5                   |
| Irlanda           | 11                  |